# هنری اچ. شوارتز
هنری اچ. شوارتز (به انگلیسی: Henry Herman Schwartz) سناتور سابق عضو حزب دموکرات ایالات متحده آمریکا بود. وی در سال ۱۹۳۷ تا ۱۹۴۳ میلادی سناتور ایالت وایومینگ در سنای ایالات متحده آمریکا بود.